# Jazz britannico
Il jazz britannico è una forma di musica derivata dal jazz americano. Raggiunse la Gran Bretagna attraverso registrazioni e artisti che visitarono il paese quando era un genere relativamente nuovo, poco dopo la fine della prima guerra mondiale. Il jazz iniziò ad essere suonato da musicisti britannici a partire dagli anni '30 e su base diffusa negli anni '40, spesso all'interno di gruppi da ballo. Dalla fine degli anni '40, il "jazz moderno" britannico, fortemente influenzato dal bebop americano, cominciò ad emergere ed era guidato da figure come John Dankworth, Tony Crombie e Ronnie Scott, mentre Ken Colyer, George Webb e Humphrey Lyttelton suonavano il jazz tradizionale in stile Dixieland. Dagli anni '60 il jazz britannico iniziò a sviluppare caratteristiche più individuali e ad assorbire una varietà di influenze, incluso il blues britannico, così come le influenze della musica europea e della world music. Un certo numero di musicisti jazz britannici hanno guadagnato una reputazione internazionale, sebbene la musica lì sia rimasta un interesse minoritario.

## Storia

### Inizi del XX secolo
(The New York Times, 1922)
Si dice solitamente che il jazz in Gran Bretagna abbia avuto inizio con il tour britannico della Original Dixieland Jazz Band nel 1919. Detto questo, gli appassionati di musica popolare britannica negli anni '20 generalmente preferivano i termini musica dance "calda" o "diretta" al termine "jazz". Anche il jazz in Gran Bretagna dovette affrontare una difficoltà simile a quella del jazz brasiliano e del Jazz francese, vale a dire tendeva a essere visto dalle figure autoritarie come una cattiva influenza, ma in Gran Bretagna la preoccupazione che il jazz provenisse dagli Stati Uniti sembra essere stata meno importante che in Francia o in Brasile. Invece coloro che si opponevano lo facevano più perché lo ritenevano “ribelle” o snervante. Uno dei primi gruppi di danza jazz popolari fu quello di Fred Elizalde, che trasmise sulla BBC dal 1926 al 1929.
All'inizio degli anni '30 il giornalismo musicale in Gran Bretagna, in particolare attraverso il Melody Maker, aveva creato un apprezzamento dell'importanza dei principali solisti jazz americani e stava cominciando a riconoscere i talenti di improvvisazione di alcuni musicisti locali. Durante gli anni '30 la maggior parte dei musicisti jazz britannici si guadagnava da vivere in gruppi da ballo di vario genere. Il jazz divenne più importante e più separato come genere a sé stante. Louis Armstrong suonò a Londra e Glasgow nel 1932, seguito negli anni successivi dalla Duke Ellington Orchestra e da Coleman Hawkins. Ma la cultura jazz locale era limitata a Londra dove: "il jazz veniva suonato fuori orario in un paio di ristoranti che incoraggiavano i musicisti a entrare e fare jam session per un drink". I gruppi di Nat Gonella e Spike Hughes guadagnarono un profilo in Gran Bretagna all'inizio del decennio; Hughes fu addirittura invitato a New York per arrangiare, comporre e dirigere quella che, in effetti, era l'Orchestra di Benny Carter dell'epoca. Lo stesso Carter lavorò a Londra per la BBC nel 1936. Il leader della swing band dell'India occidentale Ken "Snakehips" Johnson e Leslie Thompson, un trombettista giamaicano, influenzarono il jazz in Gran Bretagna, con la band guidata da Johnson, "The Emperors of Jazz", che era la prima grande band nera di nota. Johnson formò una delle migliori band swing del paese, conosciuta come "The West Indian Orchestra", che divenne la band residente nell'elegante locale londinese Café de Paris e fu qui che Johnson fu tra quelli uccisi da una bomba tedesca durante il Blitz nei primi giorni della guerra.

### Anni '30
La musica dell'era del jazz prima della guerra divenne una forma importante di musica popolare attraverso le orchestre da ballo e questo era dovuto ad un precedente afflusso di musicisti jazz caraibici che avevano arricchito la scena swing britannica. Importanti artisti del jazz e dello swing prima della guerra comprendono Coleridge Goode e Ken "Snakehips" Johnson, una figura di spicco di Londra che fu uccisa da una bomba al Café de Paris, Londra, nel marzo 1941 durante il Blitz e il trombettista, Leslie Thompson.

### Anni '40 e '50
La seconda guerra mondiale portò ad un aumento delle band per intrattenere le truppe e queste band iniziarono a riferirsi a se stesse più spesso come gruppi "jazz". Il periodo vide anche un crescente interesse per i musicisti americani che erano anche in tournée nelle band militari. Il futuro sassofonista contralto Art Pepper fu tra i musicisti americani in visita in questo periodo.
Gli ex militari e le donne caraibiche che si erano offerti volontari nella seconda guerra mondiale, abbracciarono l'ascolto del jazz e della musica bebop, con alcuni che formarono i propri quartetti suonando jazz, incluso il sassofonista tenore Winston Whyte. A Londra c'erano molti musicisti jazz neri che suonavano nei famosi nightclub intorno ad Albemarle Street, nel centro di Londra. Discoteche e sale da ballo degne di nota a Londra includevano lo Shim Sham, l'Hippodrome, il Q club e il Wiskey-A-Gogo (W.A.G club). Gli artisti jazz neri in Gran Bretagna venivano pagati meno delle loro controparti bianche, e così alcuni artisti arrangiavano e vendevano composizioni ad artisti bianchi che le pubblicavano con il proprio nome.
In Gran Bretagna il jazz si stava sviluppando in modi abbastanza unici e il periodo successivo vide l'emergere di un jazz britannico coscientemente nero e orgoglioso. Fino agli anni '50, l'azione industriale dei sindacati dei musicisti su entrambe le sponde dell'Atlantico rendeva difficile per i musicisti statunitensi esibirsi in Gran Bretagna. "C'era un buco che doveva essere riempito e il jazz britannico nero si evolse per riempire quel vuoto," dice Catherine Tackley della Open University.
Nel 1948 un gruppo di giovani musicisti tra cui John Dankworth e Ronnie Scott, concentrati nel Club Eleven a Londra, iniziò un movimento verso il "jazz moderno" o bebop. Strumentisti significativi in questo primo movimento furono il trombettista-pianista Denis Rose, il pianista Tommy Pollard, il sassofonista Don Rendell e i batteristi Tony Kinsey e Laurie Morgan. Un movimento in direzione opposta fu il revivalismo, che divenne popolare negli anni '50 e fu rappresentato da musicisti come George Webb, Humphrey Lyttelton e Ken Colyer, anche se Lyttelton divenne gradualmente più cattolico nel suo approccio. Il trad jazz, una variante, entrò per breve tempo nelle classifiche pop più tardi. A questo punto entrambe le correnti tendevano a emulare gli americani, che si trattasse di Charlie Parker per i Beboppers o di Joe "King" Oliver e altri musicisti di New Orleans per i tradizionalisti, piuttosto che cercare di creare una forma di jazz unicamente britannica.
Durante gli anni '50 l'emigrazione di massa nel Regno Unito portò un afflusso di musicisti dai Caraibi come Joe Harriott e Harold McNair, anche se alcuni, tra cui Dizzy Reece, trovarono frustrante la carenza di autentico lavoro jazzistico, la musica dance rimase popolare, e migrarono negli Stati Uniti. Anche musicisti di origine britannica, tra cui George Shearing, attivo sulla scena londinese fin da prima della guerra, e Victor Feldman scelsero di trasferirsi oltreoceano per sviluppare la propria carriera. Diversi nuovi jazz club furono istituiti a Londra nel 1950, tra cui il Flamingo Club.
A metà degli anni '30, con l'accordo del Ministero del Lavoro, venne istituito un divieto sindacale nazionale dei musicisti americani contro i musicisti jazz americani in visita, in seguito alle visite di successo di Louis Armstrong, Cab Calloway e Duke Ellington. Le apparizioni dall'altra parte dell'Atlantico praticamente cessarono per 20 anni. Nonostante ciò, Fats Waller poté visitare il Regno Unito come solista di 'varietà' nel 1938. Lyttelton eluse illegalmente il divieto suonando e registrando a Londra con Sidney Bechet, presumibilmente in "vacanza", nel novembre 1949. La disponibilità irregolare di dischi americani fece sì che, a differenza del resto d'Europa, gli appassionati di jazz britannici non avessero familiarità con i più recenti sviluppi jazz nel paese di origine della musica. La restrizione fu gradualmente allentata a partire dalla metà degli anni cinquanta con scambi di musicisti.
Il Jazz Club di Ronnie Scott a Londra, cofondato nel 1959 da uno dei primi sostenitori nativi del bebop, poté beneficiare di un accordo di scambio con la American Federation of Musicians (AFM), permettendo visite regolari da parte di importanti musicisti americani dal 1961. Stan Tracey sviluppò le sue abilità sostenendo i musicisti in visita come pianista del club di Scott. Nel 1959 la Chris Barber Jazz Band segnò un successo con una versione di Petite Fleur di Sidney Bechet sia nella classifica dei singoli del Regno Unito di Billboard che in quella degli Stati Uniti (rispettivamente n. 3 e n. 5).

### Anni '60 e '70
Negli anni '60 e '70 il jazz britannico cominciò ad avere influenze più varie, dall'Africa e dai Caraibi. L'afflusso di musicisti provenienti dai Caraibi portò nel Regno Unito eccellenti musicisti, tra cui il sassofonista giamaicano Joe Harriott. Saldamente affermato come eccezionale solista di bebop prima del suo arrivo nel Regno Unito, ha continuato a rivendicare un posto di primo piano nel jazz britannico. Harriott era una voce importante e un innovatore la cui costante ricerca di nuovi modi per esprimere la sua musica portò a collaborazioni con il trombettista giamaicano ex alunno della Alpha Boys School Dizzy Reece e il trombettista di Saint Vincent Shake Keane. Harriott si rivolse a quella che definiva musica "astratta" o "forma libera". Aveva suonato con alcune idee di forma libera dalla metà degli anni '50, ma alla fine si stabilì sulla sua concezione nel 1959, dopo che un lungo periodo in ospedale affetto da tubercolosi gli diede il tempo di riflettere sulle cose. All'inizio ha lottato per reclutare altri musicisti che la pensassero allo stesso modo per la sua visione. In effetti, due dei membri principali della sua band, Harry South e Hank Shaw, se ne andarono quando queste idee emersero. Alla fine optò per una formazione composta da Keane (tromba, flicorno), Pat Smythe (piano), Coleridge Goode (basso) e Phil Seamen (batteria). Les Condon sostituì temporaneamente Keane alla tromba nel 1961, mentre Seamen lasciò definitivamente lo stesso anno, il suo posto fu preso dal ritorno del precedente batterista del quintetto, Bobby Orr. Il successivo album rivoluzionario di Harriot, Free Form, fu pubblicato all'inizio del 1960, storicamente prima dell'album sperimentale Free Jazz del celebre sassofonista americano Ornette Coleman. La musica in forma libera di Harriott è spesso paragonata alla svolta più o meno contemporanea di Ornette Coleman negli Stati Uniti, ma anche un ascolto superficiale rivela profonde divisioni tra le loro concezioni di "free jazz". In effetti, c’erano diversi modelli distintivi del primo free jazz, da Cecil Taylor a Sun Ra. Harriott era un altro di questi. Il suo metodo richiedeva un'improvvisazione di gruppo più completa di quella mostrata nella musica di Coleman, e spesso non prevedeva alcun solista in particolare. Invece del ritmo costante del batterista e del bassista di Ornette, il modello di Harriott richiedeva un dialogo costante tra i musicisti che creava un paesaggio sonoro in continua evoluzione. Tempo, tonalità e metro sono sempre liberi di alterarsi in questa musica, e spesso lo fanno. La presenza del pianista Pat Smythe, ispirato a Bill Evans, diede alla band una struttura completamente diversa da quella di Coleman, che ormai aveva fatto a meno della necessità di un pianista.
Harriott era sempre pronto a comunicare le sue idee, sia sul palco, nelle interviste o nelle note di copertina dell'album. Nel 1962 scrisse nelle note di copertina per il suo album Abstract, "delle varie componenti che compongono il jazz oggi, tempi in chiave costanti, un tempo costante di quattro-quarti, temi e variazioni armoniche prevedibili, divisione fissa del ritornello per stanghette e così via, miriamo a conservarne almeno uno in ogni pezzo. Ma possiamo benissimo, se l'umore ci sembra richiederlo, fare a meno di tutti gli altri".
Ha registrato tre album in questo filone: Free Form (Jazzland 1960), Abstract (Columbia (UK) 1962) e Movement (Columbia (UK) 1963). Abstract ha ricevuto una recensione a cinque stelle da Harvey Pekar in Down Beat, il primo onore del genere per un disco jazz britannico. Free Form e Abstract insieme formavano una coppia di sessioni di free jazz coese e pionieristiche. L'album successivo, Movement, conteneva alcune delle sue composizioni più ferocemente astratte, ma queste furono temperate da altri pezzi più diretti.
Nel 1962 Kenny Ball and His Jazzmen ottennero il successo statunitense "Midnight in Moscow". Un aspetto importante erano i musicisti jazz sudafricani che avevano lasciato la loro nazione d'origine, tra cui Chris McGregor, Dudu Pukwana, Mongezi Feza, Johnny Dyani, Harry Miller e poi Julian Bahula. Questo periodo diede origine anche a molti altri gruppi jazz "Trad" a Londra e dintorni, inclusi i Tranquil Valley Stompers, che suonarono in vari jazz club e bar.
Cresce anche il free jazz ispirato più ai modelli europei che alla musica americana. Ha contribuito a influenzare lo sviluppo di una forte identità europea in questo campo. Influenze sudafricane e free jazz si sono unite in progetti come la big band Brotherhood of Breath, guidata da McGregor. In aggiunta a ciò, più musicisti erano cresciuti con il rhythm and blues o le forme inglesi di rock and roll, che divennero sempre più significative per il genere. Queste influenze si mescolarono in un modo che portò il jazz contemporaneo britannico dell'epoca a sviluppare un'identità distintiva allontanandolo in una certa misura dagli stili americani. Compositori jazz particolarmente originali come Mike Westbrook, Graham Collier, Michael Garrick e Mike Gibbs iniziarono a dare importanti contributi durante quel periodo e successivamente. La scena locale non fu esente da quella che altrove divenne nota come British Invasion; il pubblico del jazz in questo periodo era in declino numerico. Un ramo di questo sviluppo fu la creazione di vari gruppi jazz fusion britannici come Soft Machine, Nucleus, Colosseum, If, Henry Cow, Centipede, National Health, Ginger Baker's Air Force, solo per citarne alcuni. Alcuni dei musicisti più significativi emersi durante questo periodo comprendono John McLaughlin e Dave Holland, entrambi entrati nel gruppo di Miles Davis, i pianisti Keith Tippett e John Taylor, i sassofonisti Evan Parker, Mike Osborne, John Surman e Alan Skidmore e il trombettista canadese Kenny Wheeler che si era stabilito in Gran Bretagna.
La Jazz Centre Society fu fondata nel 1969 per sviluppare un centro nazionale per il jazz a Londra e gli sforzi per garantire e finanziare i locali per il centro continuarono fino al 1984. Le numerose attività di promozione del jazz del JCS a Londra, Manchester, nelle Midlands e altrove sopravvivono come Jazz Services Ltd. Organizzazioni promozionali simili come Platform Jazz in Scozia furono formate negli anni '70 per ampliare le opportunità di ascoltare e suonare jazz. La musica continuò ad essere presentata in un'ampia gamma di locali nelle principali città britanniche, ma la maggior parte dell'attività era ancora concentrata a Londra. Fu istituito un National Jazz Archive con sede presso la Loughton Library nell'Essex. Oggi è il luogo principale per la documentazione sul jazz in Gran Bretagna, con collezioni in rapida espansione. La moglie di John Keating, Thelma Keating, registrò la canzone di John Barry Follow Me nel 1972.

### Dagli anni '80 ad oggi
Gli anni '80 videro un continuo sviluppo di stili distintivi. C'era una nuova generazione di musicisti Black British che ha contribuito a rivitalizzare la scena jazz del Regno Unito, con Courtney Pine, Ronny Jordan, Gary Crosby, Julian Joseph, Cleveland Watkiss, Steve Williamson, Orphy Robinson e poi Denys Baptiste. Soweto Kinch e Jason Yarde sono esempi degni di nota, molti di questi musicisti hanno registrato album su etichette storiche come Verve, Blue Note e sono musicisti molto apprezzati sulla scena internazionale. Erano anche membri della rivoluzionaria big band Black British Jazz Warriors. Anche i Loose Tubes furono un gruppo molto importante nel rivitalizzare la scena britannica. Anche molti musicisti di questa band, tra cui Django Bates, Iain Ballamy e Julian Argüelles, sono diventati artisti importanti con voci musicali individuali altamente sviluppate. All'inizio degli anni '90, gruppi acid jazz come Incognito e Brand New Heavies erano popolari.
L'espansione del jazz fu segnata anche dal lancio di Jazz FM nel 1990 e dall'apertura di The Jazz Café, con sede a Camden Town, Londra. Entrambi cessarono gradualmente di occuparsi principalmente di jazz e la stazione radio fu rinominata Smooth FM nel 2005. Una nuova stazione radio digitale nazionale di jazz The Jazz iniziò ad operare nel Natale 2006, dedicata alla trasmissione di jazz nella maggior parte degli stili, ma fu chiusa dalla sua società madre nel febbraio 2008. Tuttavia, nuove sedi continuano ad aprire.
All'inizio degli anni 2000, il Collettivo F-IRE ha guadagnato una notevole attenzione con Polar Bear e Ben Davis che hanno ricevuto nomination al Mercury Prize.
Negli ultimi anni il funk e l'hip hop hanno influenzato parte della scena jazz britannica. Allo stesso tempo, le tradizioni dei Black British nel jazz sono state rafforzate, in parte, dalla "riscoperta" e dalla celebrazione negli anni 2000 della musica un tempo trascurata del contraltista giamaicano Joe Harriott e dalla pubblicazione di libri su di lui e sul suo stretto collaboratore, il bassista Coleridge Goode. L'effetto è stato quello di rendere Harriott, postumo, un potente simbolo del successo e dell'identità del jazz britannico nero. Una nuova generazione di artisti elettro-jazz come K.T. Reeder ha cercato di ridefinire il jazz utilizzando software informatici avanzati e strumenti acustici.
Ora ci sono più opportunità per gli studenti di specializzarsi nel jazz sia a livello di studente di base che nei principali conservatori di tutto il paese, come la Royal Academy of Music, la Guildhall School of Music, il Trinity College of Music e la Università del Middlesex di Londra, il Birmingham Conservatoire e il Leeds College of Music. L'educazione alla musica jazz e lo sviluppo degli artisti sono intrapresi anche da organizzazioni tra cui The Jazz Centre UK, The National Youth Jazz Orchestra e Tomorrow's Warriors, fondata nel 1991 da Janine Irons e Gary Crosby, con ex alunni che vincono diversi premi.

## Organizzazioni jazz britanniche
Il National Jazz Archive è il principale archivio britannico di materiale stampato relativo alla storia del jazz e della musica correlata in Gran Bretagna e oltre. Fondato nel 1988, e con sede presso la Loughton Library, Loughton, Essex, detiene più di 4000 libri e circa 700 riviste e periodici, oltre a fotografie, disegni, dipinti, manifesti e programmi di concerti e festival. Sono incluse anche lettere, cimeli e documenti personali donati da musicisti, scrittori, giornalisti e collezionisti. Tra le collezioni speciali del NJA ci sono le carte di Mike Westbrook, John Chilton, Jim Godbolt e Charles Fox.
Il Jazz Centre UK è attualmente l'unico ente di beneficenza esistente nel Regno Unito con l'obiettivo di stabilire una rappresentazione nazionale di questa forma d'arte. Prima del Jazz Centre UK nel 1982 era stato lanciato un solo tentativo infruttuoso di istituire un centro del genere, quando l'allora "Jazz Centre Society" pianificò di fondare un National Jazz Centre in Floral Street, Covent Garden, a Londra. Ma il progetto fallì quattro anni dopo, nel 1986, a causa di problemi con la gestione finanziaria. Il Jazz Centre (UK) è stato lanciato ufficialmente trent'anni dopo e registrato come ONLUS il 2 giugno 2016 con l'obiettivo di preservare promuovere e celebrare l'arte della musica jazz in tutte le sue forme.

## Pubblicazioni jazz
Le pubblicazioni jazz nel Regno Unito hanno avuto una storia movimentata.
- Jazz Journal (conosciuto come Jazz Journal International, 1977-2009) fu fondato nel 1947 e curato per molti anni da Sinclair Traill. In precedenza si era etichettato come "la più grande rivista jazz del mondo", ma si pensava che avesse cessato la pubblicazione nel gennaio 2009.[25] La holding ha però assorbito Jazz Review intorno all'aprile 2009 e la rivista è stata ripresa alla fine di quel mese, a cura di Mark Gilbert.
- Jazz Monthly (1955-71), a cura di Albert McCarthy, ebbe una reputazione particolarmente alta durante la sua carriera e annoverava tra i suoi collaboratori molti dei principali critici jazz britannici del tempo.
- Jazz Review (1998-2009) era pubblicato dal promotore musicale Direct Music. Era un mensile, per la maggior parte della sua storia, curato da Richard Cook, fino alla sua morte nel 2007. Fu formalmente assorbito dal Jazz Journal nell'aprile 2009.
- Jazz UK è da molti anni il principale periodico specializzato in notizie e servizi sul jazz in Gran Bretagna. I suoi ex redattori sono Jed Williams e John Fordham.
- Jazzwise è un mensile fondato nel 1997 che tratta principalmente jazz moderno e contemporaneo.
- Melody Maker, fondata come rivista jazz, aveva un notevole proselitista per la musica in Max Jones nel suo staff, ma aveva abbandonato la sua cronaca del jazz alla fine degli anni settanta.
- The Wire fu fondato nel 1982 originariamente come rivista jazz con il contributo di Max Harrison e Richard Cook, ma successivamente ampliò i suoi obiettivi.

## Editori specializzati
- Jazz in Britain. è un'etichetta discografica no-profit e una casa editrice di libri, fondata nel 2019. Pubblica libri sul jazz britannico e sui musicisti jazz britannici e pubblica album di registrazioni rare o perse e album fuori stampa.
- Northway Books, fondata nel 2000, è una casa editrice britannica specializzata principalmente in libri sulla storia del jazz in Gran Bretagna.

## Etichette discografiche jazz britanniche
- Babel Label
- Candid Records (UK)
- Dutton Vocalion
- Edition Records
- E.G. Records
- Esquire Records
- Hep Records
- Leo Records
- Ogun Records
- Spotlite Records
- Whirlwind Recordings

### Documentari televisivi
- Jazz Brittania at BBC Four (archiviato dall'url originale il 1º novembre 2010).
- Celebration: Loose Tubes. URL consultato l'11 marzo 2024 (archiviato dall'url originale il 13 novembre 2007).. Documentary. The 21-piece jazz orchestra its first national tour. The musicians are shown conducting a jazz workshop in Sheffield, as well as performing. Directed by Christopher Swann produced by Granada Television. Channel Four, January 1987.
- Sounds Different: Music Out of Time. Ian Carr & his band Nucleus are seen during a two-day workshop with young musicians. Participants include Guy Barker, Django Bates, and Chris White. BBC Two, 28 November 1980.